# Пятнистогрудый ибис
Пятнистогрудый ибис (лат. Bostrychia rara) — вид птиц из семейства ибисовых.

## Распространение
Обитают в дождевых лесах тропиков Африки на территории Анголы, Камеруна, ЦАР, Республики Конго, Демократической Республики Конго, Кот-д’Ивуара, Экваториальной Гвинеи, Габона, Ганы, Гвинеи, Либерии, Нигерии, Сьерра-Леоне и Уганды. Несмотря на большую площадь ареала, эти птицы не обычны и считаются редкими.

## Описание
Небольшие, тёмные ибисы. Длина тела 47 см. Ноги длинные, клюв длинный (115—130 мм) и красный.
Молодые особи более тусклые и с более коротким гребнем.

## Биология
Всеядны. Питаются растительной пищей, ракообразными и насекомыми.